# Île de Molène (Finistère)
Cet article concerne l'île du Finistère. Pour l'îlot des Côtes-d'Armor, voir Molène (Côtes-d'Armor). Pour les autres homonymes, voir Molène.
Ne doit pas être confondu avec Île-Molène.
Molène (Molenez en breton) est une île de la mer Celtique située à 12 km à l'ouest de la pointe de Corsen, sur la côte occidentale du Finistère, en Bretagne. Avec quelques îlots, elle appartient à l'archipel d'Ouessant. Elle constitue également la partie principale de la commune de l'Île-Molène ; cette dernière ne recouvre d'ailleurs pas tout l'archipel, dont une partie se trouve sur le territoire de la commune du Conquet. Les habitants de cette île sont surnommés "Skréos" (Sterne en breton).

## Géographie

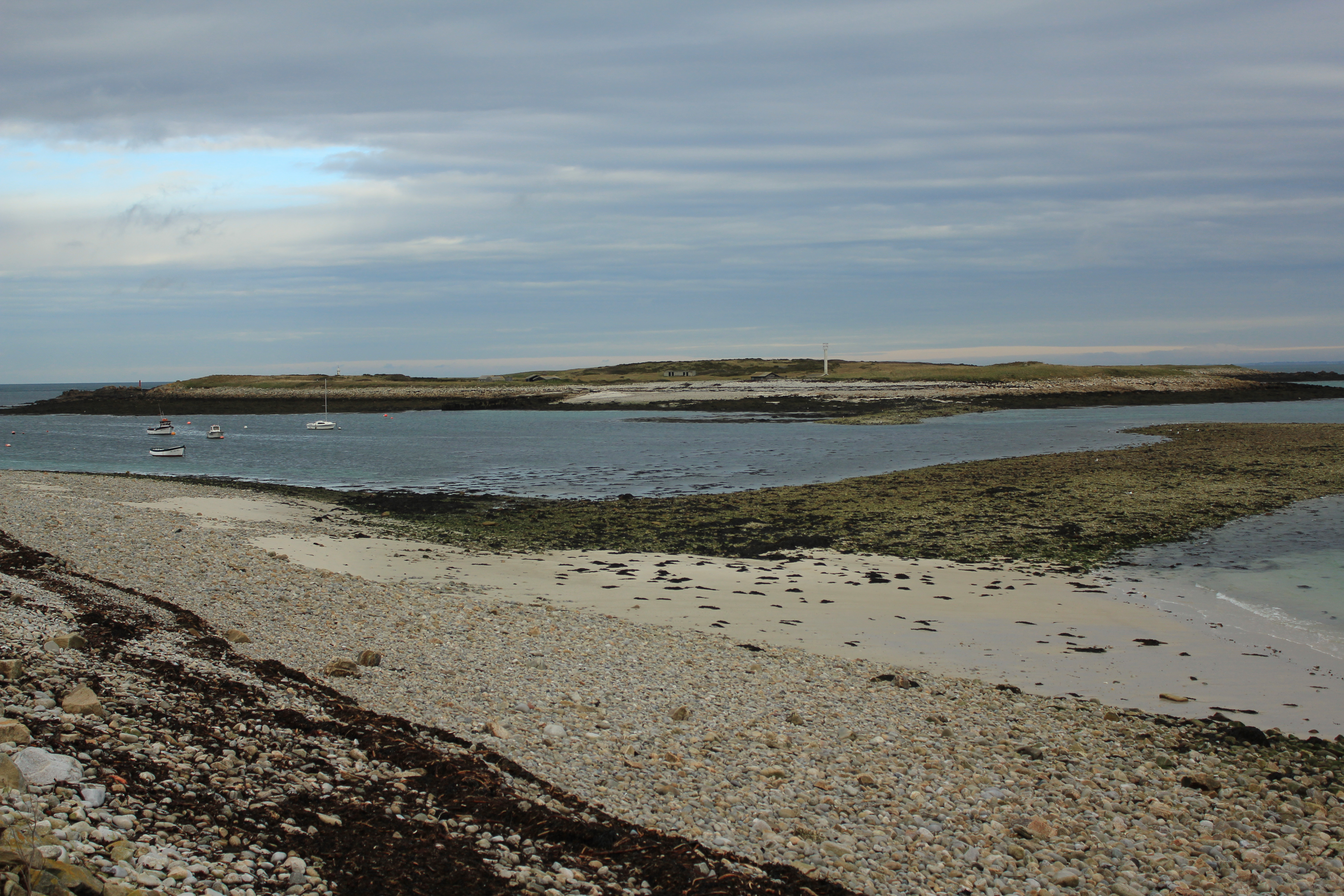
Ledenez Vraz est relié à l'île de Molène par un cordon de galets.

L'île est située à l'ouest de la France, dans la mer Celtique. Elle a une superficie de 0,72 km2. L'intégralité de la population (environ 150 habitants) vit dans un unique village situé sur la côte est de l'île.
Le Ledenez Vraz lui est rattaché par un cordon de galets à marée basse.

## Toponymie
Attestée sous la forme Moelenes en 1330, Moalenez en 1472, Moalenes en 1516, Modenes en 1630, Isles Molaines en 1779.
Molène représente le breton moal enez, "île chauve" (c'est-à-dire sans arbre).
Molenez , enez Moul ou Moliz-Enez en breton.

### Étymologie
L'étymologie populaire y voit souvent les mots bretons : moal, « chauve, dénudé » et enez, « île », mais les spécialistes comme les linguistes Joseph Loth et Joseph Cuillandre — ce dernier étant originaire de l'île — ou bien encore Charles Corby, se sont penchés sur la question et  expliquent l'origine du toponyme par Moul-Enez, ce nom provenant des vieux mots celtes muli ou mul (« petite colline, mamelon ») et enez (« île ») et signifiant par conséquent « l'île en forme de mamelon ».
Une autre interprétation antique pourrait être le mot gallo-romain morilannis, soit les "plaines (terrestres) de la mer", c'est-à-dire les étendues planes au milieu de la mer[réf. souhaitée].

## Histoire

### Description de Molène en 1894
Victor-Eugène Ardouin-Dumazet fait cette description de l'île de Molène en 1894 :

« Molène grandit. De loin cette terre basse développe en amphithéâtre une masse de maisons que nous prenons pour une grande ville, l’illusion est complète. Il semble que nous allons la toucher du doigt, mais ici les écueils se comptent par centaines, la Louise va de roche en roche pour doubler les Trois-Pierres, ces farouches écueils dont on nous avait parlé. Les Trois-Pierres se sont humanisées, il y a bien un peu de ressac, mais enfin nous entrons sans trop de secousses dans l'espèce d’anse ouverte par Lédénès de Molène, îlot parasite relié à l'île à marée basse, par une jetée sablonneuse et la terre principale.
La ville de tout à l'heure est devenue une humble bourgade de pêcheurs ; les maisons, basses, d’un blanc éclatant, se rangent en pente douce sur un plateau qui a l'apparence d’une lande rase. Un canot me conduit à terre ; le capitaine a peu de marchandises à décharger, il me recommande narquoisement de faire vite. Je le comprends, il s’imagine que je prends l'île pour une vaste terre, mais la carte me l'a appris : Molène a juste un kilomètre dans sa plus grande longueur, et 800 mètres à peine de largeur, c'est un ovale presque parfait.
Le village est propre, même gai, avec ses maisons basses escaladant la hauteur. Pas un arbre, mais contre les murs des rosiers et des fuchsias géants ; beaucoup de goémon séchant au soleil, à même la rue. Le goémon et la bouse de vache sont ici encore le combustible national. Justement dans la cheminée d’une maison ouverte flambe ( ?) un feu de ce genre. Une bonne femme vient de pétrir la pâte, elle en remplit un vase plat qu'elle pose sur la sole, là-dessus elle entasse son brasier de bouse de vache. C’est la façon locale de faire et cuire le pain. Les galettes ainsi obtenues n'ont rien de particulièrement appétissant, ni la forme, ni la couleur, ni le parfum.
Voici l'église, très humble ; une croix de pierre, quelques moulins à vent, plus loin, au point culminant ; dominant l'île, un sémaphore, 21 mètres au-dessus de la mer. J'y cours. De là, on découvre tout Molène, étroit plateau de 127 hectares. La surface est fauve, parce que la moisson d'orge est achevée ; des taches vertes sont formées par les champs de pommes de terre. Sur les 127 hectares de l'île, la moitié environ sont cultivés en champs grands comme une table, car la propriété n’est pas moins morcelée que dans les autres îles ; le reste est couvert par le village, les chemins, les moulins, les embryons d'ouvrages militaires installés sur la côte.
Ici encore les femmes seules cultivent la terre. Toute la population mâle est inscrite sur les registres de la marine et se livre à la pêche, le curé et l'instituteur seuls font exception à la règle. Les inscrits pêchent la langouste et le homard comme leurs voisins d'Ouessant. Marins intrépides, ils ont des embarcations réputées pour leur tenue à la mer. Pendant qu'ils sont à la pêche, les femmes bêchent ou moissonnent, récoltent le varech et fabriquent la soude. Ce sont elles qui entretiennent ces feux innombrables dont les épaisses fumées donnent à l'archipel un caractère si particulier. Ce sont elles encore qui exploitent pour le continent le sol de l'île : il a, paraît-il, de grandes qualités comme engrais. (…)
Je serais resté longtemps à contempler cet inoubliable tableau qui s'étend des côtes du Conquet aux farouches roches d’Ouessant, mais la Louise sifflait. Je me suis hâté d'accourir au port, entouré par les marchandes de homards et de langoustes puisant ces crustacés à même les viviers. Profitant de ce que le capitaine n'était pas encore revenu de la poste où il avait porté un sac de courrier, si menu et exigu, je commençais à interroger les pêcheurs pour connaître leur existence, quand le capitaine est arrivé et m'a ramené à bord. (…) Il me fallut quitter Molène, un des 569 habitants de l'île me fit promettre de revenir l'an prochain pour la fête patronale, saint Renan, qui a lieu le 15 août. Y retournerai-je jamais ? »

#### Le commerce de la terre: les "cendres de Molène"
Paul Gruyer décrit le curieux commerce de la terre de leur île pratiqué par les Molénais :

« Outre le commerce de la pêche, ils découpent des mottes de terre qu'ils sèchent, puis brûlent avec du goémon et des débris de coquilles ; la cendre en est mêlée avec du sable; et vendue comme engrais aux maraîchers de Brest. Mais il n'y a déjà pas dans l'île tellement de terre végétale pour faire pousser leurs moissons de seigle ; à ce métier, ils finiront par n'y plus laisser que du roc. On les accuse aussi de s'approprier quelquefois, pas très légalement, des restes d'épaves et d'être un peu demeurés les fils des « naufrageurs » d'antan. »

Selom Mme de Lalaing, cet engrais végétal était connu sous l'appellation "cendres de Molène".